# Derywacja (językoznawstwo)
Derywacja (łac. derivatio) – proces słowotwórczy polegający na utworzeniu nowego wyrazu (wyraz pochodny, derywat, formacja lub konstrukcja słowotwórcza) na podstawie innego (podstawy lub bazy słowotwórczej) poprzez zmianę jego budowy morfologicznej. 

## Rodzaje derywacji
Wyróżnia się następujące typy derywacji:
- afiksalna (dodatnia): sufiksalna (pis-arz), prefiksalna (do-jechać, przy-krótki), prefiksalno-sufiksalna (u-dostępn-ić), z elementem międzytematycznym – interfiksem (gaz-o-mierz)[2];
- paradygmatyczna (derywacja zerowa): funkcję formantu pełnią końcówki fleksyjne (dźwig, obstawa)[2];
- syntaktyczna (konwersja): derywat jest przekształconą w leksem formą fleksyjną podstawy (uczony)[2];
- wsteczna (ujemna): derywacja wsteczna (uszczuplenie bazy o morfem słowotwórczy: potańcówka – potańc), mutylacja (ucięcie nierespektujące granic morfologicznych: gramatyka – grama)[3];
- alternacyjna: funkcję wykładnika derywacji mogą pełnić oboczności fonetyczne (córka – córcia)[2];
- prozodyczna: funkcję formantu pełni zmiana akcentu (wiarygodny)[2].